# San Gregorio la Esperanza
San Gregorio la Esperanza är en ort i Mexiko.   Den ligger i kommunen Las Margaritas och delstaten Chiapas, i den sydöstra delen av landet, 900 km öster om huvudstaden Mexico City. San Gregorio la Esperanza ligger 280 meter över havet och antalet invånare är 180.
Terrängen runt San Gregorio la Esperanza är varierad. San Gregorio la Esperanza ligger nere i en dal. Runt San Gregorio la Esperanza är det ganska glesbefolkat, med 30 invånare per kvadratkilometer. Närmaste större samhälle är San Bartolo, 3,9 km nordväst om San Gregorio la Esperanza. I omgivningarna runt San Gregorio la Esperanza växer i huvudsak städsegrön lövskog.